# Алексеев, Владимир Михайлович (математик)
Владимир Михайлович Алексеев (17 июня 1932, поселок Быково Московской области — 1 декабря 1980, Москва) — советский математик.

## Биография
Отец — Михаил Владимирович Алексеев, музыкант, мать — Мария Ивановна (урождённая Сергеева), происходила из крестьянской семьи.
В 1950 году стал победителем XV московской математической олимпиады, в том же году становится студентом механико-математического факультета Московского государственного университета. С 1953 года он начинает работать под руководством А. Н. Колмогорова. В 1955 году окончил МГУ, однокурсниками были В. А. Треногин и Н. С. Бахвалов. 
В 1959 году защитил кандидатскую диссертацию «Некоторые качественные результаты в задаче трёх и многих тел», в 1969 году защитил докторскую диссертацию «Квазислучайные динамические системы», в которой были подведены итоги предыдущей работы.
Был секретарём Московского математического общества в период, когда президентом был И. М. Гельфанд.
Был женат с 1954 года на Татьяне Алексеевне Алексеевой (Сенько). 
Дочь В. М. Алексеева — Елена, замужем за бельгийским математиком Пьером Делинем.
Скончался от онкологического заболевания.

## Научная деятельность
Основные работы посвящены теории динамических систем, проблеме финальных движений в задаче трех тел, символической динамике.
В работах было окончательно опровергнуто утверждение Шази о невозможности захвата и обмена в теория финальных движений.
Около двадцати лет совместно с Я. Г. Синаем руководил научным семинаром по теории динамических систем. Этот семинар сыграл выдающуюся роль в развитии этого раздела математики. С В. А. Егоровым руководил семинаром по небесной механике, с М. И. Зеликиным и В. М. Тихомировым вел семинар по теории экстремальных задач.
Известен также как лектор и педагог, автор совместно с В. М. Тихомировым и С. В. Фоминым монографии «Оптимальное управление» (М., Наука, 1979).

## Публикации
- Алексеев В. М., Тихомиров В. М., Фомин С. В. Оптимальное управление. Учебник для вузов. — М.:, Наука, 1979. Изд. 2-е, перераб. и доп. — М.:, Физматлит, 2005, Изд. 3-е, М.:, Физматлит, 2007
- Алексеев В. М., Галеев Э. М., Тихомиров В. М.. Сборник задач по оптимизации. Теория. Примеры. Задачи. М., Наука, 1984. Изд. 2-е, М.: Физматлит, 2005
- Алексеев В. М. Символическая динамика. XI Математическая школа. Киев, 1976
- Алексеев В. М. Лекции по небесной механике. — Ижевск: «Регулярная и хаотическая динамика», 1999